# Abbaye de la Cour-Dieu
L'abbaye de la Cour-Dieu est une abbaye cistercienne française fondée en 1123, aux tout débuts de l'expansion de l'ordre cistercien. Située à Ingrannes, dans le département du Loiret et la région Centre-Val de Loire, elle s'est développée rapidement, forte de la protection royale et pontificale, et a fondé plusieurs abbayes-filles.
La peste noire l'affaiblit considérablement, elle est pillée durant les guerres de Religion et la commende amoindrit la ferveur de la communauté, qui est extrêmement réduite au XVIIIe siècle.
La Révolution française ferme l'abbaye, vendue comme bien national. Les bâtiments se dégradent ensuite, avant de susciter un intérêt patrimonial au début du XXIe siècle, qui voit leur classement au titre des monuments historiques.

## Localisation
L'abbaye est située à 1,5 km au nord-ouest du bourg de la commune d'Ingrannes, dans une clairière de la forêt d'Orléans, sur la route départementale 921, à une trentaine de kilomètres au nord-est d'Orléans. 

## Histoire

### Fondation
L'abbaye de la Cour-Dieu est fondée en 1123 par Jean II, évêque d'Orléans, et par le chapitre Sainte-Croix de cette ville. La même année, le roi Louis le Gros la confirme, en y ajoutant quelques biens. Son début est modeste, mais honorée de la protection des papes, des rois, des évêques et de plusieurs familles puissantes, son accroissement sera rapide.

### Le développement

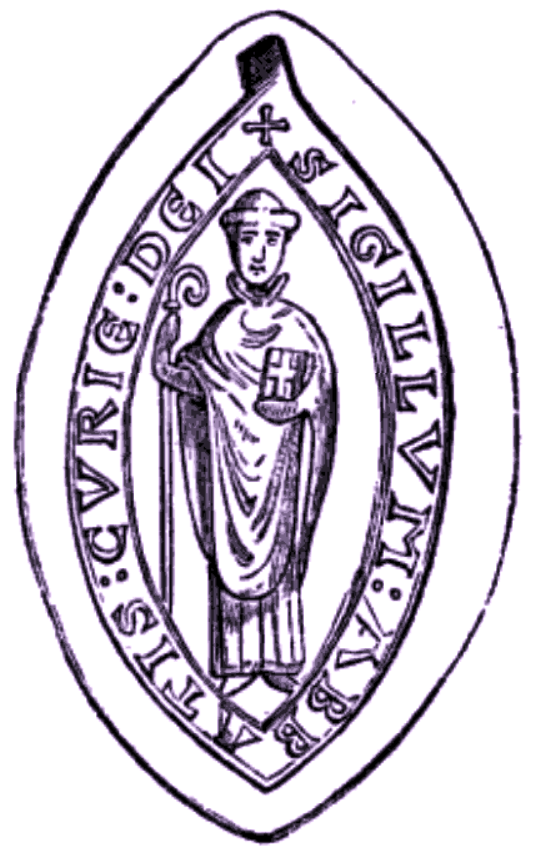
Sceau de l'abbé.

En 1118, douze moines de l'abbaye de Cîteaux, dont le frère Amaury, sont envoyés par l'évêque d'Orléans dans la forêt d'Orléans, à Ingrannes, au lieu de la Cour-Dieu. En 1123, Amaury devient le premier abbé, par la charte de fondation. Le développement important permet vers 1125-1129 la fondation des abbayes de Loroy, de Notre-Dame du Val et en 1145, Olivet.
En 1147, la Cour-Dieu reçoit la protection du pape Eugène III, qui approuve les donations ; en 1159, le pape Alexandre IV permet la sépulture dans le monastère, ce qui est une grande source de revenus. En 1187, l'abbé Hugues fonde l'abbaye de Cercanceaux, dans le diocèse de Sens. En 1187 et 1191, les papes Clément III, Innocent III et le roi de France Philippe-Auguste confirment les donations et privilèges.
En 1216, dédicace de l'église avec quinze autels, après quarante ans de construction ; en 1256, visite du roi Saint-Louis ; en 1322, du roi Charles IV le Bel, et en 1342, du roi Philippe VI de Valois. À cette époque, une épidémie emporte dix-sept moines, quatre novices et quatre convers.

### Le déclin et la fin
En 1399, pendant la guerre de Cent Ans, une grande partie de l'abbaye est détruite et pillée. En 1420, elle n'a plus que 16 religieux et 2 novices. L'abbé Jean V Boyvin est le dernier abbé élu avant la mise en commende. En 1530, Guillaume de Vallery est le premier abbé commendataire, puis le cardinal Charles de Lorraine, premier ministre d'Henri II. 
En 1562, la Cour-Dieu est pillée par les protestants, avec à leur tête Lancelot du Lac, seigneur de Chamerolles et de Chilleurs-aux-Bois. Au début du XVIIIe siècle, le prieur Maurice Berbis de Longecourt tente de relever l'abbaye, répare l'église et construit la maison du prieur. En 1770, il ne reste plus que quatre moines et l'abbé De la Geard de Cherval est le dernier abbé.
Le 2 novembre 1789, les biens sont mis à la disposition de l'État, l'inventaire fait en septembre 1790 et la vente affichée le 26 mars 1791. La statue monumentale en marbre, de la Vierge allaitant l'Enfant, est conservée au musée d'Orléans.
Georges Simenon locataire de la Cour-Dieu d'octobre 1934 à février 1936 y écrit Faubourg, Quartier nègre et Les demoiselles de Concarneau.

## Le temporel
En 1690, l'abbaye a environ six mille livres de rentes, et des biens : terres, prés, bois, vignes, dîmes, redevances, maisons, moulins dans les paroisses d'Attray, Bazoches-les-Gallerandes, Boiscommun, Châteauneuf-sur-Loire, Chécy, Chilleurs-aux-Bois, Fay-aux-Loges, Grigneville, Ingrannes, Jouy-en-Beauce, Montbarrois, Oyson, Orléans, Ouvrouer-les-Champs, Saint-Denis-de-l'Hotel, Saint-Jean-de-Braye, Saint-Martin-d'Abbat, Semoy, Sully-la-Chapelle, Tigy, Trainou, Villemurlin et Vitry-aux-Loges.
Les biens les plus importants : les métairies de Grand Jouy et Petit Jouy, Précollant et de la Basse Cour à Ingrannes, Vignault à Laas, Bréviade à Sully-la-Chapelle, Oison, Boucler à Jouy-en-Beauce, avec deux manoirs, la Croix à Ouvrouer-les-Champs, Chabrineau et Grouelle à Attray, Chérupeau à Tigy, avec deux manoirs, terres, prés, bois, deux étangs, un oratoire, 600 à 700 arpents de terre, deux métairies à Frapais de 500 arpents, 9 étangs, le moulin de l'abbaye, des maisons à Ingrannes et à Orléans, des vignes à Boiscommun, Montbarrois, Chécy et dans l'enclos de la Cour-Dieu.

## Architecture

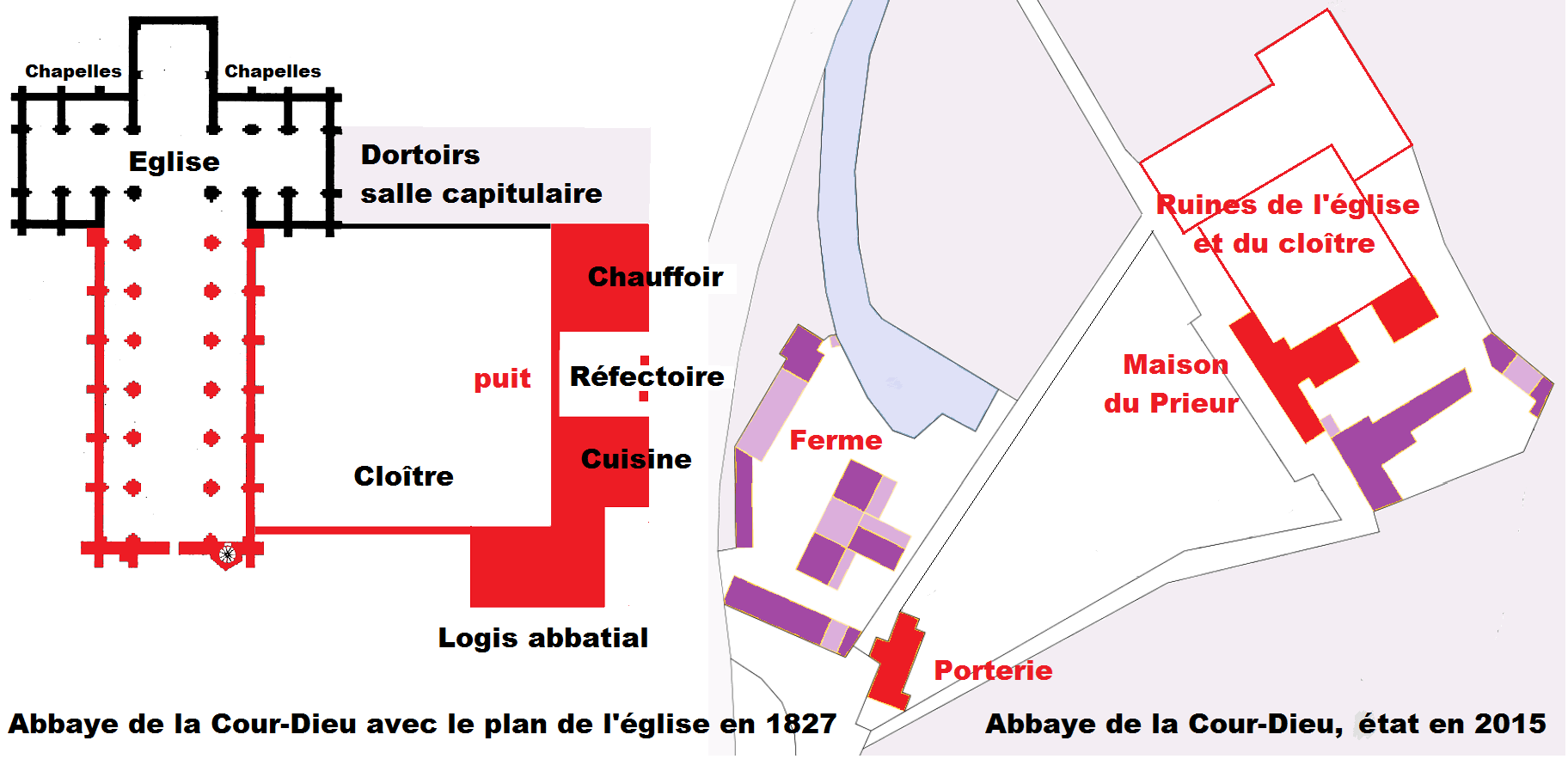
Plans de l'abbaye de la Cour-Dieu en 1827 et en 2015.

L'abbaye de la Cour-Dieu est implantée au cœur de la forêt d'Orléans, dans une clairière qu'arrose le ruisseau du Cens, à proximité d'un étang créé par les moines. Elle est protégée par un mur et de profonds fossés. L'accès se fait par la route de Pithiviers à Fay-aux-Loges, par une grande porte en arc brisé avec : à droite la porterie, maison des hôtes, qui fut longtemps l'Auberge de la Cour-Dieu, lointain témoignage de l'époque où les moines vendaient leur vin, et à gauche, la ferme de la Cour-Dieu.
Séparée par les jardins de l'abbé, l'église du début du XIIIe siècle respecte la simplicité de son ordre, avec un chevet plat. D'une longueur de 71 m par 41 m au transept, une nef de 8,10 m et des collatéraux de 4,10 m, la façade est précédée d'un porche, et percée d'une porte en arc brisé. Elle est flanquée d'une tour en escalier et de trois chapelles dans chaque branche du transept.
Au sud de l'église, un cloître carré, avec un puits, distribue dans le prolongement du transept sud : la salle capitulaire et au-dessus, la bibliothèque et les dortoirs des moines, au sud : le réfectoire, le chauffoir et la cuisine, à l'ouest : le logis abbatial construit en 1720 par le prieur Berbis de Longecourt, remanié au XIXe siècle, et le mur séparant le cloître du jardin de l'abbé. Une cour sépare les locaux réguliers du dortoir des convers et les communs. 
Les vestiges de l'ensemble de l'abbaye ont été classés monuments historiques par arrêté du 5 septembre 2012. Ceux de l'église abbatiale avaient été auparavant inscrits à l'inventaire supplémentaire, par arrêté du 6 mars 1928 ; les vestiges en élévation et les sols de l'abbaye avaient été inscrits le 22 février 2007, ; ces inscriptions ont été annulées à la suite du classement de l'ensemble de l'édifice.
L'abbaye est une propriété privée et ne se visite pas.

## Les abbés de la Cour-Dieu
- 1118-1135 : Amaury
- 1135-1138 : Robert Ier
- 1138-1154 : Pierre Ier
- 1154-1169 : Léger Ier
- 1169-1172 : Lethold
- 1172-1173 : Sevin
- 1173-1181 : Léger II
- 1181-1200 : Hugues Ier
- 1200-120? : Hervé
- 120?-1207 : Hugues II
- 1207-1219 : Guillaume Ier
- 1219-12?? : Robert II
- 12??-1224 : Martin Ier
- 1224-1231 : Giraud
- 1231-1234 : Gerbert
- 1234-1242 : Nicolas
- 1243-1250 : Pierre II
- 1250-1270 : Guérin
- 1270-1272 : Henri Ier
- 1272-1274 : Simon
- 1274-1280 : Geoffroy
- 1281-1294 : Philippe
- 1294-1318 : Jean Ier de Jargeau
- 1318-1347 : Guillaume II
- 1348-1357 : Jean II
- 1357-1396 : Étienne Ier
- 1396-1397 : Henri II
- 1397-1416 : Jean III Soulaz
- 1416-1446 : Berthier Picart
- 1447-1460 : Étienne II de Milly
- 1461-1474 : Étienne III Marchant
- 1474-1478 : Jean IV Royer
- 1478-1493 : Gilbert de La Place
- 1493-1520 : Guillaume III Chauvin
- 1520-1537 : Jean V Boyvin
- 1538-1546 : Guillaume IV de Vallery
- 1546-1550 : Marc de L’Espinasse d’Artoin de Maulévrier
- 1550-1556 : cardinal Charles Ier de Lorraine
- 1556-1560 : Martin II Fournier de Beaune-Semblançay
- 1560-1597 : Renaud Fournier de Beaune-Semblançay
- 1597-16?? : Fiacre Picard
- 16??-1617 : Pierre III de La Gaye
- 1617-1634 : Charles II Hotman de Villers-Saint-Paul
- 1634-1635 : Léonor d'Estampes de Valençay, († 8 avril 1651 à Paris) à l’âge de 62 ans
- 1635-1650 : Nicolas-François Brûlart de Sillery
- 1650-1675 : Louis de Nicolaÿ
- 1676-1680 : Jacques Ier François Minot de Mérille
- 1680-1730 : Jean VI Fagès
- 1730-1750 : Jacques II Bonne Gigault de Bellefonds
- 1750-1755 : Ulrich-Frédéric-Woldemar de Löwendahl
- 1755-1766 : Joseph-François d’Andigné de La Chasse
- 1766-1770 : Jean-Louis de Goyon de Vaurouault
- 1770-1789 : Benjamin-François de La Géard de Cherval des Bories